# تامارا جی
تامارا جی (به انگلیسی: Tamara Diane Gee) (زاده ۱۱ اکتبر ۱۹۷۲) خواننده ، ترانه‌سرا ، تهیه‌کننده موسیقی ، مدل ، تنظیم‌کننده ، برنامه‌نویس آمریکایی است.
او در مسابقه آواز یوروویژن ۲۰۰۸ نماینده لهستان بود.